# Nobori

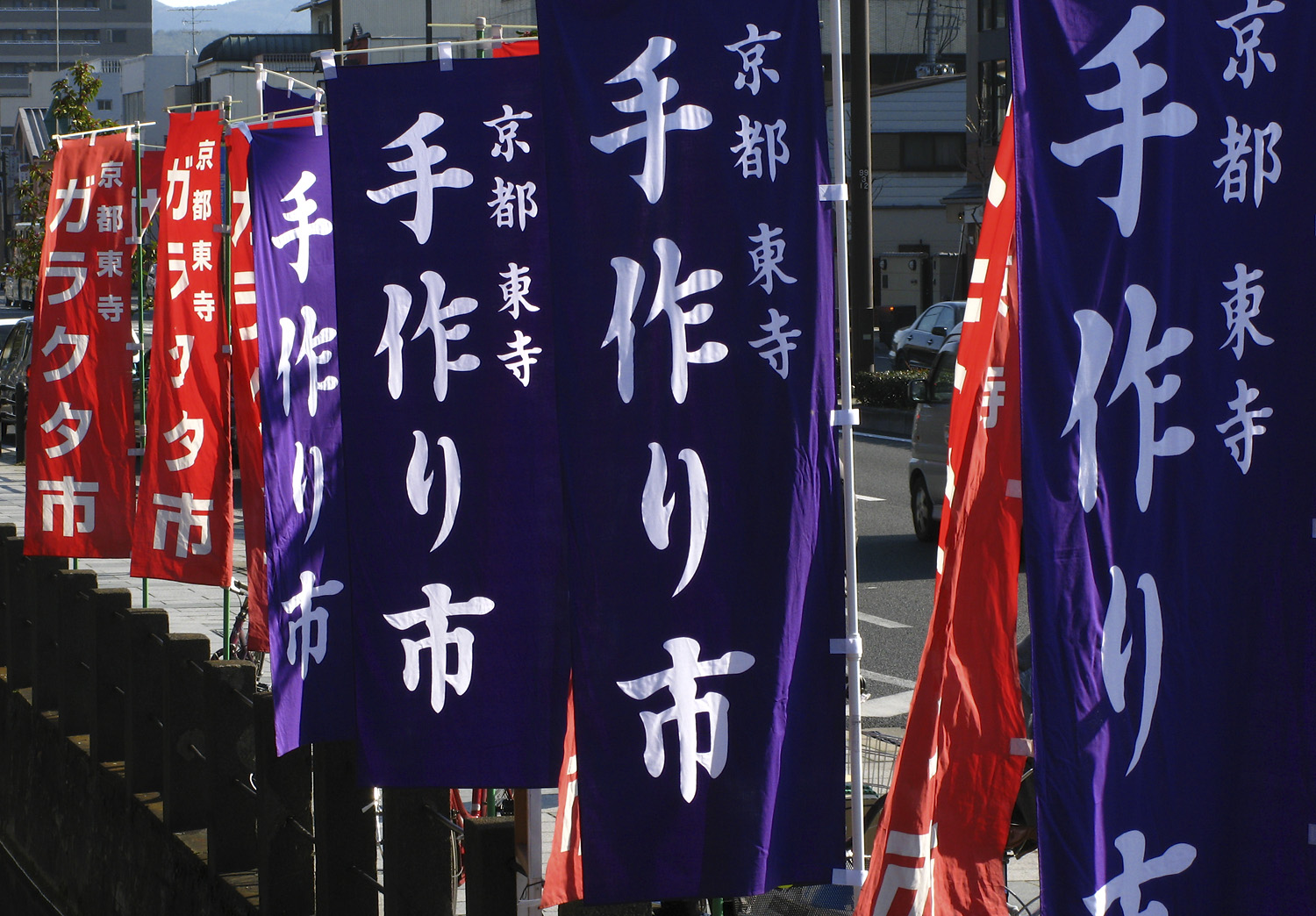
Ces nobori colorés à l'extérieur du Tō-ji annoncent qu'un bazar se tient à l'intérieur du temple.

Les nobori (幟) (du chinois : 旗幟 ; pinyin : qízhì ; litt. « drapeau, bannière ») sont des bannières japonaises. Ce sont de longs et étroits drapeaux, attachés à un mât avec une contre-tige pour maintenir le tissu bien droit et l'empêcher de s'enrouler autour du mât. De cette façon, le champ est toujours visible et identifiable.

## Histoire
Les nobori occupent une place importante sur les champs de bataille du Japon féodal. Les nobori de l'époque sont utilisés pour désigner des unités au sein d'une armée ; ils deviennent beaucoup plus fréquents à l'époque Sengoku où ils sont utilisés aux côtés des premiers hata-jirushi. Bien que généralement utilisés pour représenter les différentes divisions au sein de l'armée, les nobori sont parfois identiques, de manière à produire un écran impressionnant et intimidant de drapeaux guerriers.
Aujourd'hui, les nobori sont communs à l'extérieur des entreprises, des restaurants et des magasins où ils annoncent une vente, un nouveau produit, et tout simplement le nom de l'entreprise. Ils sont utilisés lors des festivals et des événements sportifs ; dans le domaine des sports, ils prennent la place des bannières et des signes habituels occidentaux. Ils sont également utilisés pour faire des annonces commerciales, des appels divers et identifier un parti politique pendant une campagne électorale. Ils peuvent également orner les allées, les clôtures ou les murs de sanctuaires shinto ou temples bouddhistes au Japon et portent souvent les noms de donateurs ou de membres décédés du sanctuaire.
Au cours des dernières années, les drapeaux influencés par les nobori gagnent en popularité partout dans le monde[réf. souhaitée].

## Source de la traduction
- (en) Cet article est partiellement ou en totalité issu de l’article de Wikipédia en anglais intitulé « Nobori » (voir la liste des auteurs).